# Henry Brougham

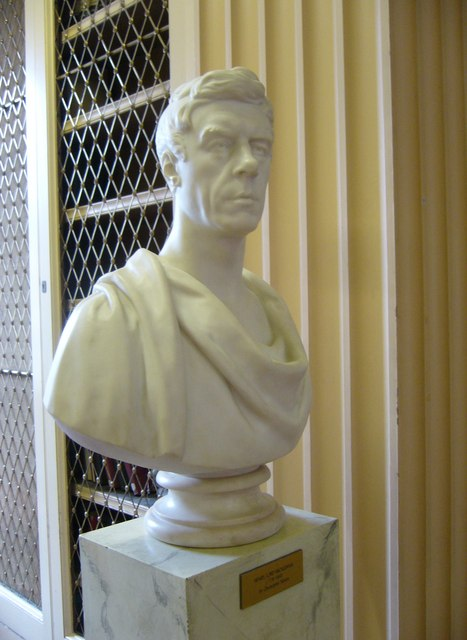
Busto de Henry Brougham en la Biblioteca Playfair de Edimburgo.

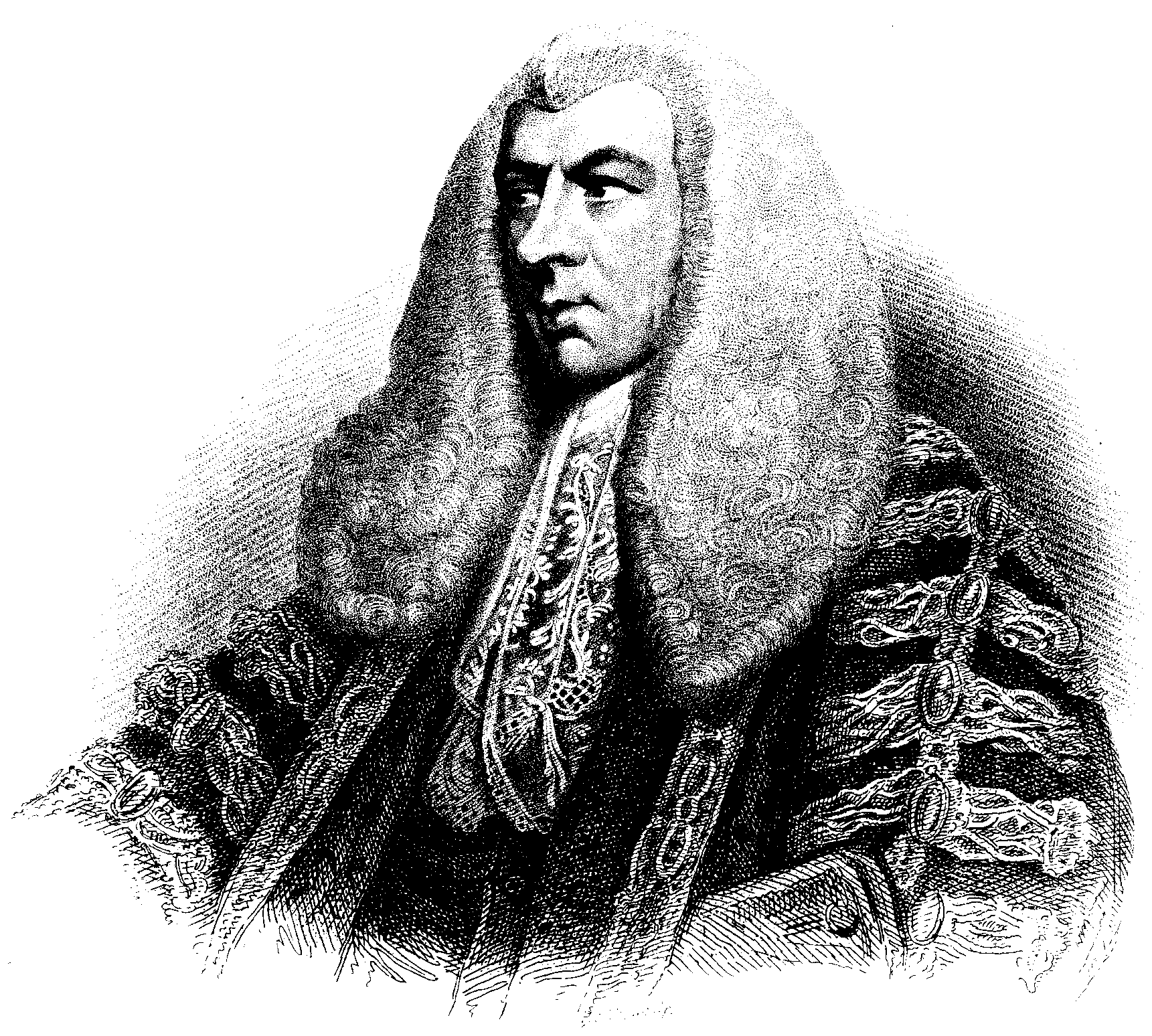
Brougham como Lord Chancellor

Henry Brougham, 1er Barón de Brougham y Vaux, (Cowgate, Reino Unido, 19 de septiembre de 1778 -Cannes, Francia, 7 de mayo de 1868) fue un estadista británico que se convirtió en Lord canciller de Gran Bretaña. Siendo un joven abogado en Escocia, Brougham ayudó a fundar el Edinburgh Review en 1802 y contribuyó con muchos artículos al mismo. En 1810 ingresó en la Cámara de los Comunes, formando parte del ala Whig.  Firmó el Acta contra el Comercio de Esclavos de 1833 y se opuso a las restricciones al comercio libre con la Europa continental. En 1820, ganó fama popular como abogado en jefe de la reina Carolina, y en la siguiente década se convirtió en un líder liberal en la Cámara. No solo propuso reformas de la educación en el Parlamento, sino que también fue uno de los fundadores de la Sociedad para la difusión del conocimiento útil en 1825 y del University College de Londres en 1826. Como Lord Canciller desde 1830 hasta 1834, realizó numerosas reformas legales para acelerar los procedimiento administrativos y estableció la Corte Central Criminal. En años posteriores pasó gran parte de su tiempo en Cannes, que contribuyó a popularizar como lugar de descanso.

## Semblanza
Brougham nació en Cowgate, cerca de Edimburgo, hijo de Henry Brougham, originario de Brougham Hall, y de Eleonora Syme, hija del reverendo James. Durante siglos fue una de las familias más importantes de Cumberland. Brougham se educó en la Royal High School y en la Universidad de Edimburgo, donde estudió principalmente ciencias naturales y matemáticas, pero también leyes. Publicó varios artículos sobre la luz, y el color utilizando prismas, convirtiéndose en un miembro de la Royal Society en 1803.
Sin embargo, se especializó en derecho, habiendo ingresado en la facultad en 1800. No practicó mucho la abogacía en Escocia, pero se integró en el Lincoln's Inn en 1803. Cinco años más tarde ingresó en el colegio de abogados. Carente de una gran fortuna personal, se valió del periodismo para obtener los apoyos financieros necesarios para proyectar su carrera política. Fundador del "Edinburgh Review", fue el colaborador más importante, escribiendo artículos sobre ciencia, política, explotación de las colonias, literatura, poesía, cirugía, matemáticas y artes figurativas.
Al comienzo del siglo XIX, se opuso a las conclusiones de los experimentos de Thomas Young, que concebía la luz como una onda, apoyando el modelo corpuscular de Isaac Newton.
Posteriormente también criticó a James Maitland Lauderdale y a William Herschel. El gran astrónomo había formulado la hipótesis una correlación entre el número de manchas solares y el precio del trigo; Brougham calificó este trabajo de tontería, obligando a Herschel a no publicarlo. Sin embargo, setenta años después, William Stanley Jevons descubrió que las tendencias de los precios del grano en una década están verdaderamente conectadas con una variación solar de 10 a 11 años.

### Carrera política hasta 1830
El éxito del Edinburgh Review convirtió a Brougham en un hombre reconocido. Instalado en Londres, se hizo amigo de Charles Grey y de otros líderes del partido Whig. En 1806, el secretario de Asuntos Exteriores Charles James Fox lo envió como secretario de una misión diplomática en Portugal para contrarrestar una posible invasión francesa del país.
En sus años en Portugal se convirtió en un firme defensor del abolicionismo. En 1810 fue elegido, por recomendación del duque de Bedford, representante suplente por la pequeña localidad de Camelford.
Desde el principio, emergió como el mejor orador en el parlamento, convirtiéndose en la figura principal de los Whig. Sin embargo, en 1812, como candidato a representante por Liverpool, sufrió una fuerte derrota.
En 1816, sin embargo, fue reelegido por Winchelsea.
En 1828 pronunció un discurso de seis horas, el más largo jamás realizado en la Cámara de los Comunes.

### Abogado de Carolina de Brunswick
En 1812 se convirtió en abogado de Carolina de Brunswick, esposa repudiada por el príncipe de Gales, el futuro Jorge IV del Reino Unido.
En 1820 Carolina, que vivía en el extranjero, nombró a Brougham su defensor general. Ese mismo año, el príncipe de Gales fue coronado rey y Carolina regresó a Londres. El monarca inmediatamente comenzó el proceso de divorcio.
El Tory presentó un acta que pretendía privar a Carolina del título de reina por adulterio; Brougham defendió enérgicamente a la noble alemana, ganándose la admiración popular.
Sin embargo, el acta fue aprobada en el parlamento, pero tan solo por nueve votos de diferencia; posteriormente fue anulada por Lord Liverpool. En 1826 Brougham resultó ser uno de los muchos amantes de Harriette Wilson, pero pagó a la cortesana para garantizar su anonimato.

### Lord Canciller
Brougham permaneció como parlamentario de Winchelsea hasta febrero de 1830, cuando fue reelegido por Knaresborough. Sin embargo, solo representó al distrito hasta agosto de ese año, convirtiéndose entonces en representante de Yorkshire.
Durante este período, su política abolicionista se hizo mucho más entusiasta. En noviembre, los conservadores cayeron y Charles Grey se convirtió en primer ministro. Grey nombró a Brougham fiscal general, nombrándole Lord canciller a continuación. El 22 de noviembre, se creó el título nobiliario de "Barón de Brougham y Vaux".
Durante su mandato, Brougham aprobó la Ley de reforma de 1832 y el Acta de Abolición de la Esclavitud de 1833. Sin embargo, se lo consideró un mandatario poco fiable y arrogante, lo que le causó diversos conflictos con el gobierno.
Desde 1834 se opuso al uso del castigo corporal durante la educación escolar. Ese mismo año, el gobierno fue reformado por William Lamb, lo que confirmó el papel de Brougham.
En noviembre de 1834, Melbourne perdió el poder, y después de un corto intervalo de gobierno del Duque de Wellington, con el partido Tory de Robert Peel. También cayó en abril de 1835, y Melbourne tomó el poder nuevamente. En esta ocasión, no reconfirmó a Brougham, quien por entonces tenía una muy mala reputación.

### Últimos años
En los años siguientes ya no fue llamado al gobierno, pero continuó teniendo una parte activa en la política, y siguió colaborando con la Edinburgh Review, en la que publicó los "Bocetos históricos de los estadistas que florecieron en la época de Jorge III".
En 1834 fue elegido miembro extranjero de la Real Academia de las Ciencias de Suecia. En 1837 presentó un estatuto para la reforma educativa.
En 1857, fundó la Asociación Nacional para la Promoción de las Ciencias Sociales, convirtiéndose en su presidente.
En 1860, la Reina Victoria le otorgó una segunda baronía, creando para él el título de Baron Brougham y Vaux por Brougham y Highhead Castle. El título fue heredado más tarde por su hermano William Brougham, 2º barón de Brougham y Vaux (1795-1886).
Falleció en Cannes en 1868, a los 89 años de edad. Su autobiografía, que escribió en 1862, se publicó póstumamente en 1871.

## Eponimia

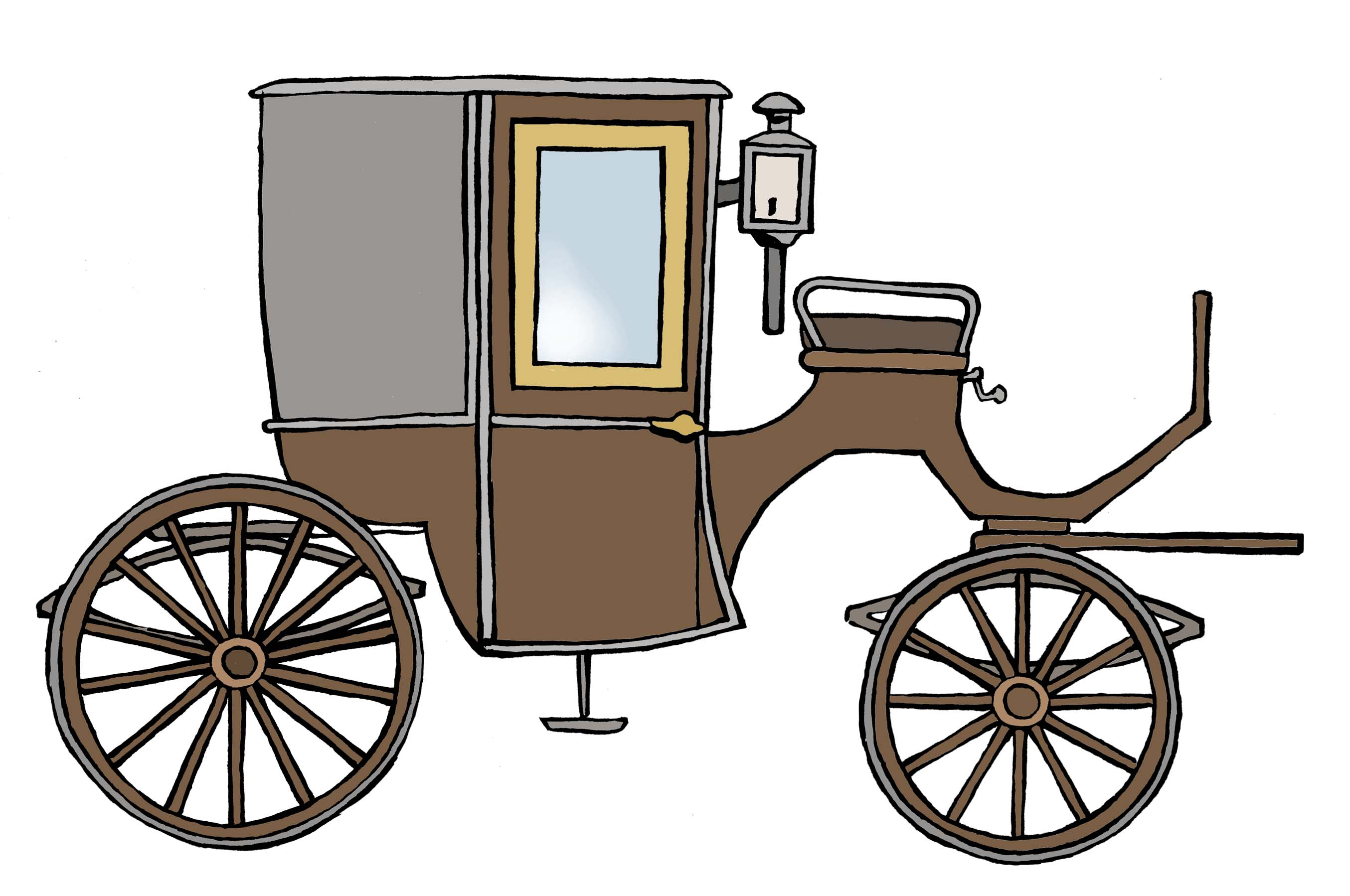
Un coche de caballos Brougham, construido según las especificaciones de Lord Brougham

- Fijó las especificaciones del coche de caballos Brougham, que recibió su nombre.
- En 1835, fundó un famoso sanatorio en Cannes, dando el nombre a Paseo de los Ingleses.[9]